# Mercedes López-Morales
Pour les articles homonymes, voir López et Morales.
Mercedes López-Morales est une astrophysicienne hispano-américaine au Harvard-Smithsonian Center for Astrophysics (CfA) qui travaille sur la détection et la caractérisation des atmosphères d'exoplanètes.

## Biographie
Mercedes López-Morales effectue son programme de premier cycle à l'Université de La Laguna, dans les Îles Canaries. Elle obtient un Doctorat en astronomie de l'Université de Caroline du Nord à Chapel Hill. Elle reçoit une Bourse Hubble de la Carnegie Institution à Washington, avant de rejoindre le Harvard–Smithsonian Center for Astrophysics au début de 2012. Elle travaille également  à l'Institut de Ciéncies de l’Espai (Institut des Sciences de l'Espace), un centre de recherche sous l'égide du Consejo Superior de Investigaciones Científicas, le conseil national de la recherche espagnol. 
Elle effectue des recherches sur la détection et la caractérisation des atmosphères d'exoplanètes,. Elle a notamment participé à la caractérisation de l'exoplanète Kepler-10 b ainsi qu'à l'étude de la stratosphère de WASP-121 b, une exoplanète du système de WASP-121, en 2015. En 2008 elle participe au Magellan Planet Search Program qui confirme l'existence de la planète HD 28185.

## Distinctions
- Carnegie Postdoctoral Fellow.
- Hubble Fellow.
- 2014–2015 : Radcliffe Institute Fellow.

## Publications
- A search for new double-lined, detached, eclipsing binaries to test the theoretical models of stars below one solar mass, 2004.